# Jaroslav Šmídek (designér)
Jaroslav Šmídek (19. srpna 1923, Brno – 5. listopadu 2005, Brno) byl český architekt a designér.

## Život
Narodil se v rodině čalouníka a obchodníka s nábytkem Leopolda Šmídka, spoluzakladatele meziválečné brněnské nábytkářské firmy Tusculum. Po absolvování reálného gymnázia v Brně pokračoval ve studiu na obchodní akademii Kotlářská a po 2. sv. válce studoval na Vysoké škole technické v Brně (předchůdkyni dnešního VUT) architekturu a pozemní stavitelství.
V letech 1951–1955 působil v Ústředí lidové umělecké tvorby v oddělení dřeva, kde navrhoval drobné vybavení domácnosti a dětské hračky. V roce 1955 přešel do Vývoje nábytkářského průmyslu v Brně, kde se podílel na tvorbě výrobního programu nábytkářských podniků v celém Československu. Spolupracoval zde mj. s Jindřichem Halabalou, Mojmírem Požárem nebo Miroslavem Navrátilem.
Roku 1966 přešel do svobodného povolání jako samostatný architekt, výtvarník a designér. Navrhoval řadu interiérů kin, obřadních síní, kulturních domů a kanceláří, zejména v Brně a okolí. Příležitostně se také vracel k návrhům nábytku pro průmyslovou výrobu.

## Designérská tvorba (výběr)

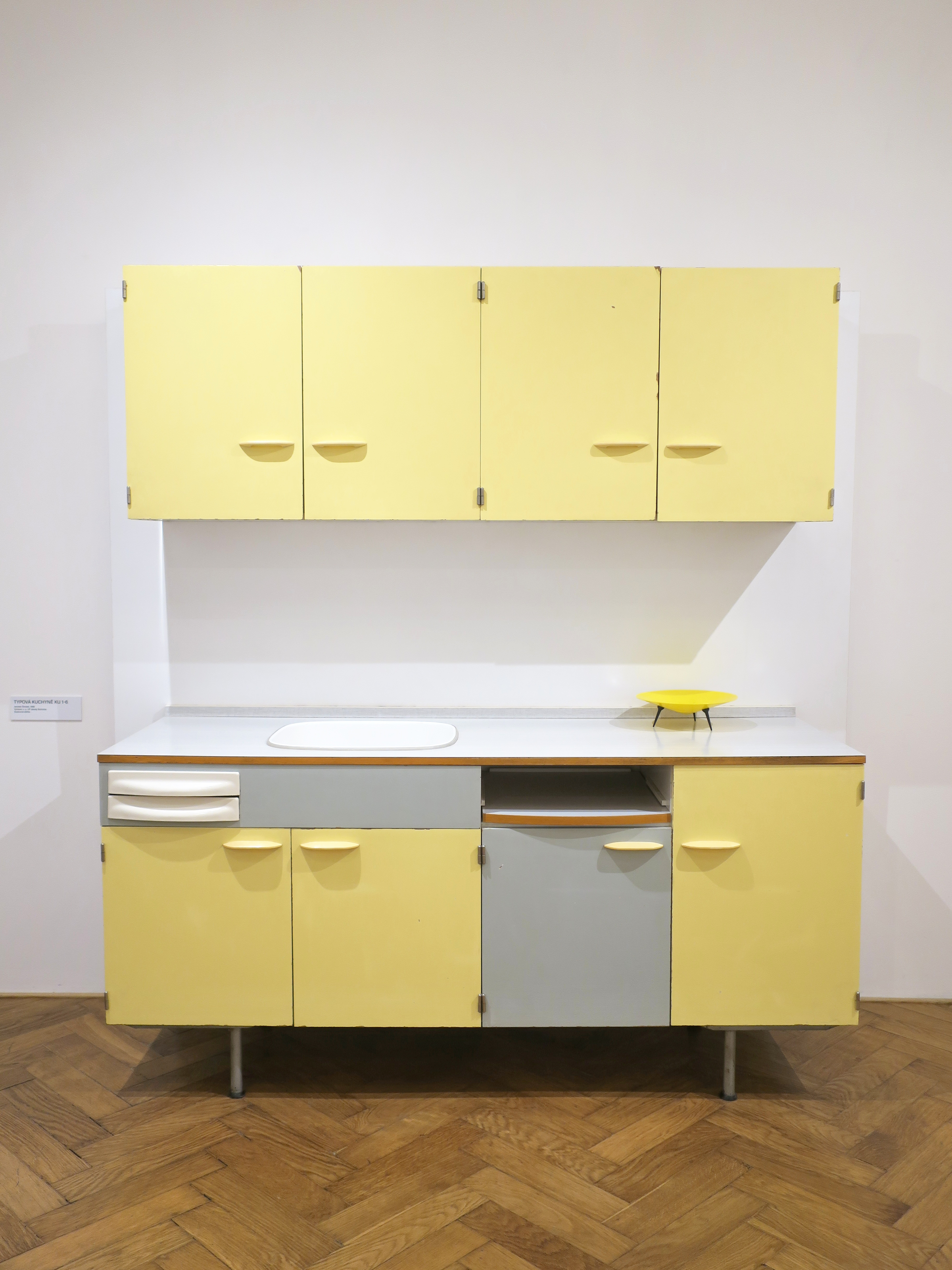
Typová kuchyně KU, návrh Jaroslav Šmídek, 1959, UP závody Bučovice

Jeho návrhy sedacího, kuchyňského a sektorového nábytku se vyráběly v mnoha podnicích po celém Československu, mj. Jitona, TON, UP závody Rousínov, UP závody Bučovice. Mezi nejznámější návrhy patří:
- 1956 – dílcový sektorový nábytek M-100 sestavitelný z 25 typizovaných dílců. Jednalo se o první skladebný nábytek v poválečném Československu. Od roku 1959 jej vyráběly UP závody Rousínov.
- 1957 – čalouněný sedací nábytek - křesla 6950, 6951, 6953, 6957 pro národní podnik TON. Křesla mají vždy stejný čalouněný korpus a liší se variabilním tvarovým řešením noh a područek.
- 1959 – typová sektorová kuchyně KU pro hromadnou výstavbu byla nejběžnějším modelem kuchyně v panelových domech. Vyráběla se až do roku 1981.
- 1960 – sektorová nábytková řada U-500 (spolu s M. Požárem). Od roku 1963 ji vyráběl n. p. Jitona Soběslav.
- 1980 – obývací nábytková stěna Oslava, výroba UP závody Rousínov.

## Galerie

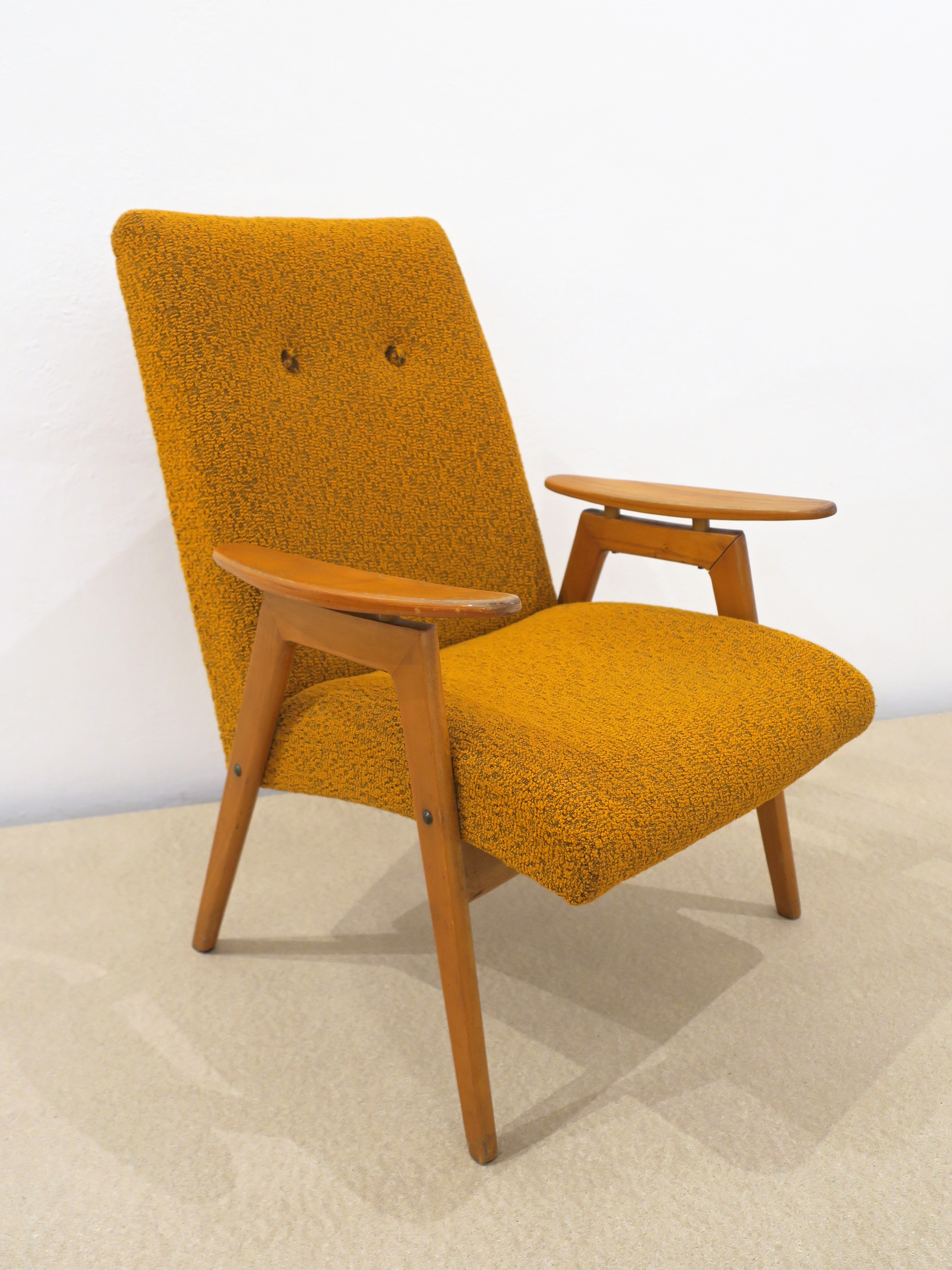
Křeslo 6950, návrh Jaroslav Šmídek, rok 1957, výroba TON, n.p.
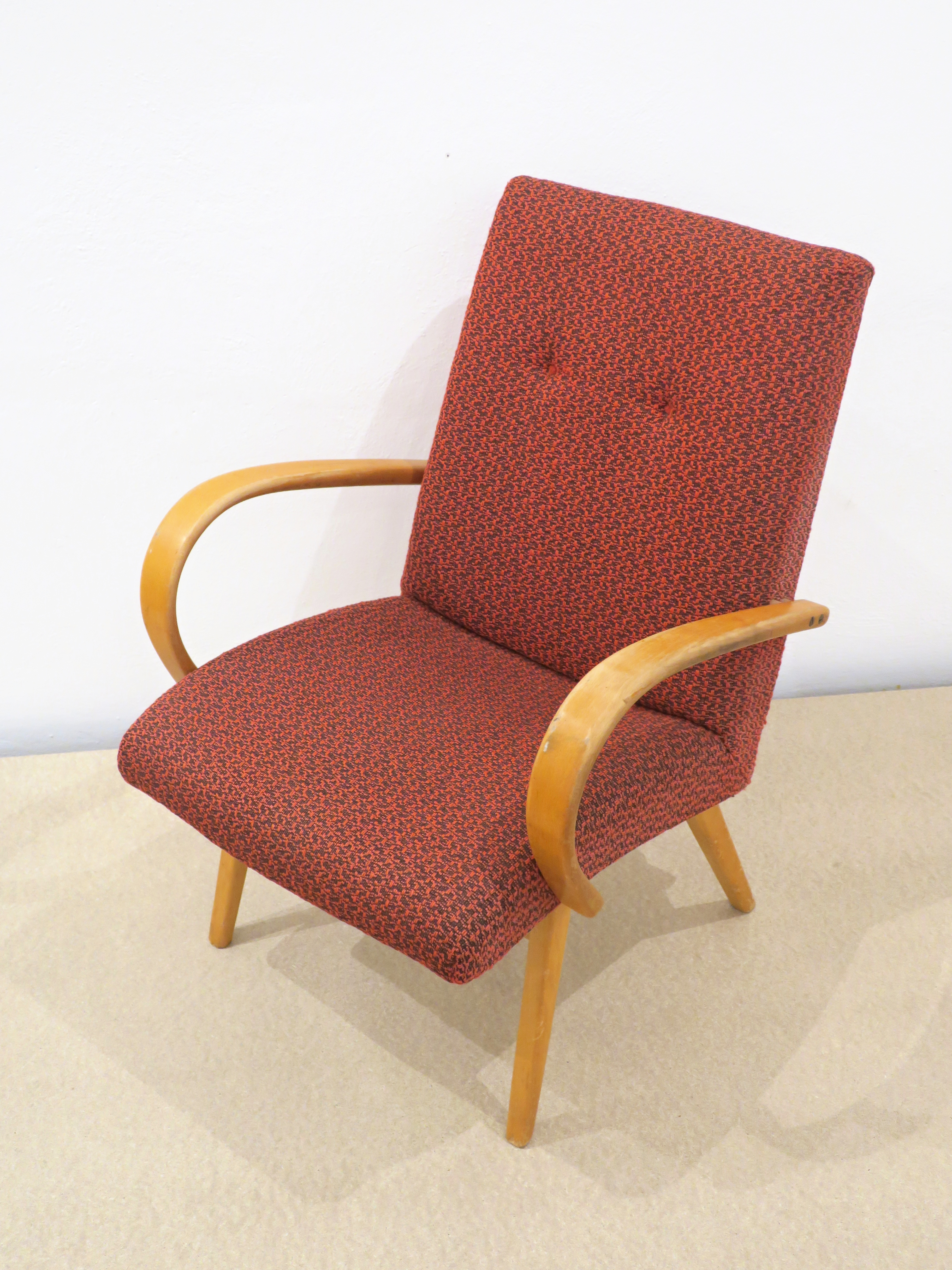
Křeslo 6951, návrh Jaroslav Šmídek, rok 1957, výroba TON, n.p.
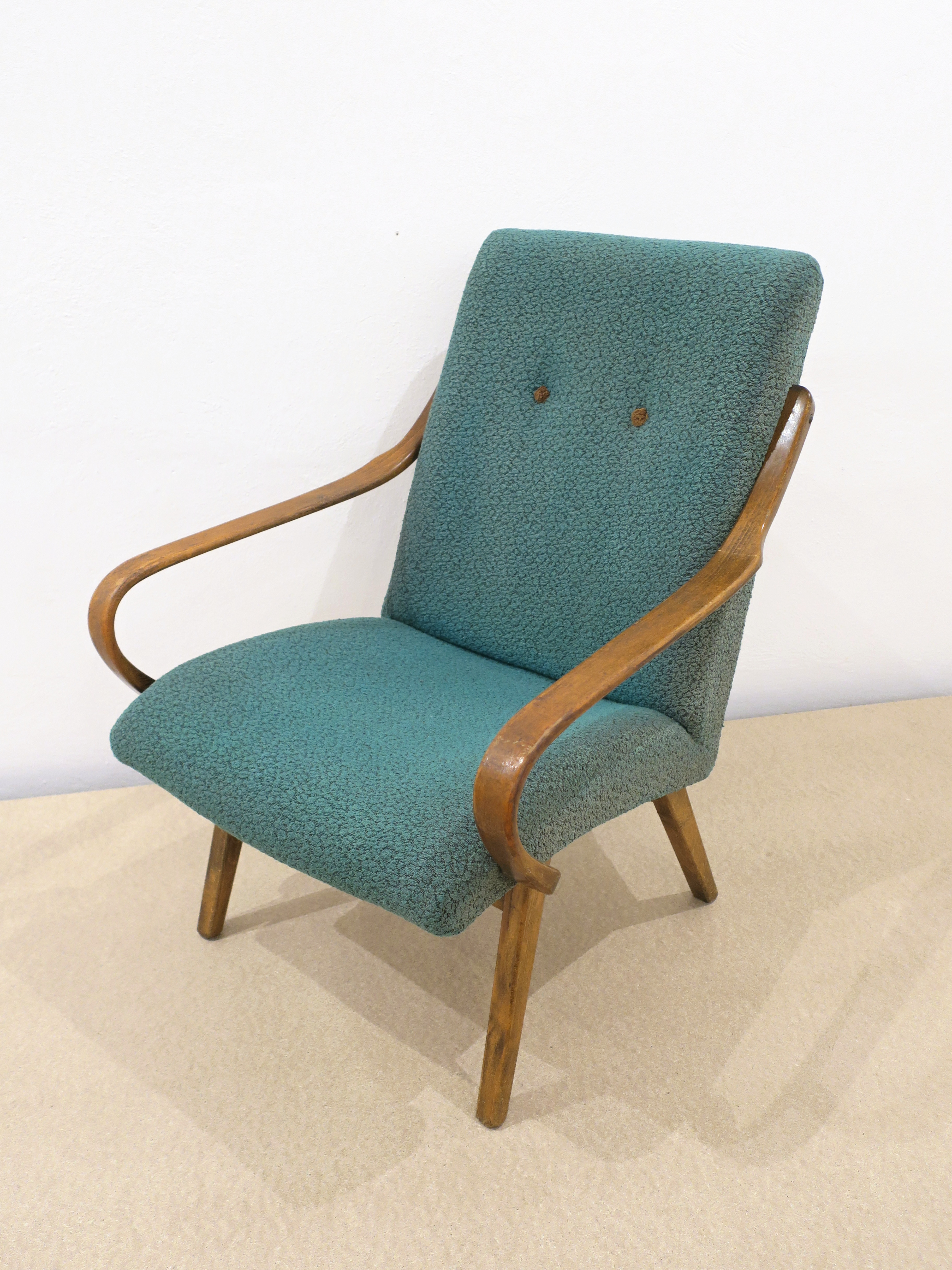
Křeslo 6953, návrh Jaroslav Šmídek, rok 1957, výroba TON, n.p.
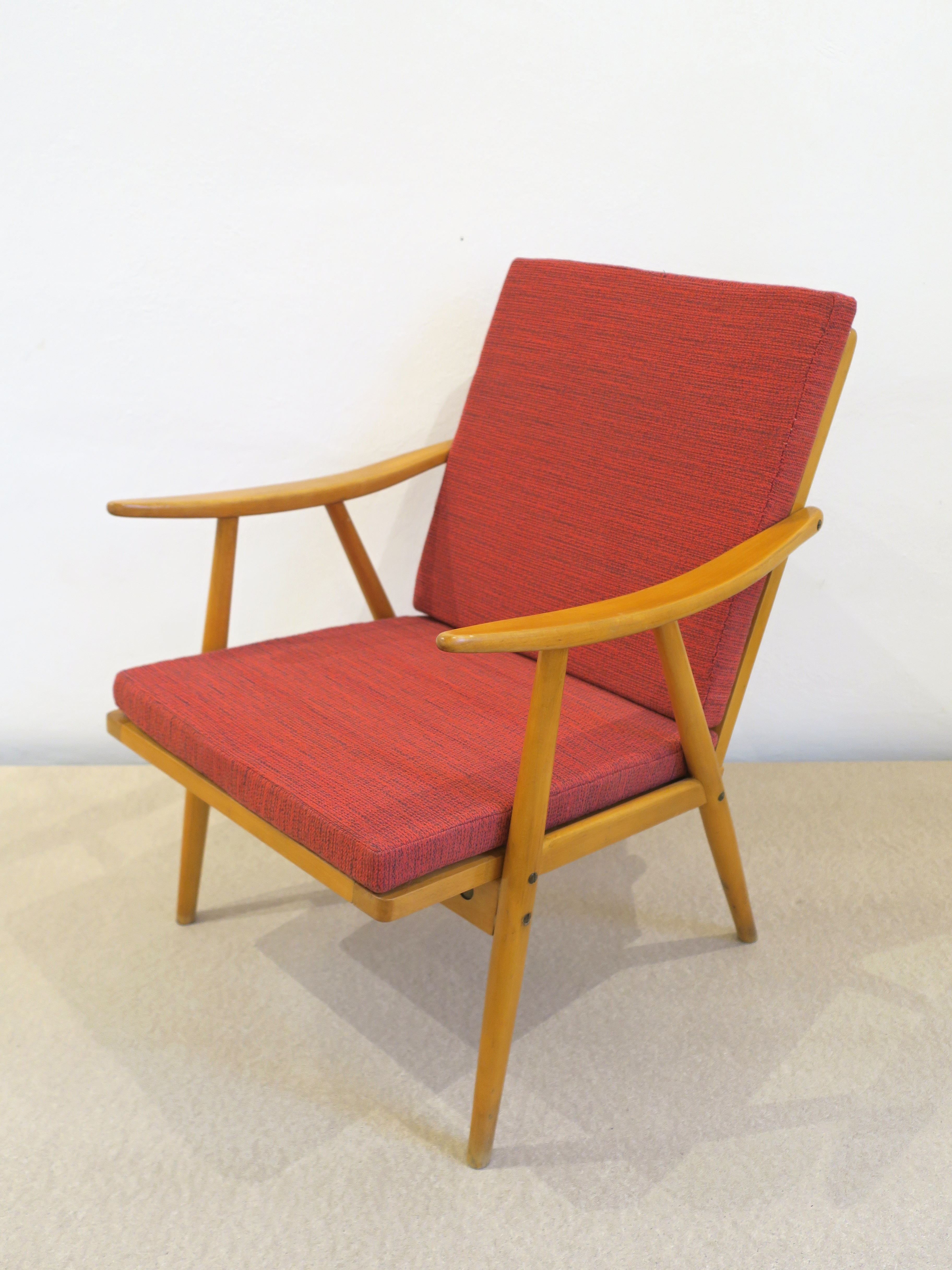
Křeslo 6971, návrh Jaroslav Šmídek, úprava Antonín Šuman, rok 1962, výroba TON, n.p.

## Architektonická tvorba (výběr)
- 1971–1973 – interiéry kina Moskva (dnes Scala) v Brně;

- 1980 – interiér kina Panorama v Polešovicích.